# Petr Pánek
Petr Pánek (1950 – květen 2023) byl český chemik, v letech 2001 až 2004 rektor Ostravské univerzity.

## Život
Narodil se v roce 1950. V mládí absolvoval obor organická chemie na Vysoké škole chemicko-technologické v Praze. Po absolvování studia začal pracovat ve farmaceutickém průmyslu, kde působil jako technolog. V roce 1978 nicméně začal působit jako výzkumný pracovník na Katedře chemie Pedagogické fakultě Ostravské univerzity. Dva roky pak studoval andragogiku na Filozofické fakultě Univerzity Palackého. V roce 1987 se stal kandidátem věd pro obor technologie paliv. Poté, co vznikla v roce 1991 samostatná Ostravská univerzita, začal působit na Katedře chemie její Přírodovědecké fakultě, a to nejprve jako odborný asistent a od své habilitace v oboru technologie paliv v roce 1994 na VŠB-TUO také jako docent.
V 90. letech se účastnil ustavení Rady vysokých škol, když během tohoto procesu reprezentoval právě Ostravskou univerzitu. V letech 1996 až 2001 byl Pánek prorektorem Ostravské univerzity pro vědu, výzkum a zahraniční styky. V roce 2001 se Pánek stal rektorem této univerzity, přičemž ve funkci setrval do roku 2004. Téhož roku začal působit na VŠB-TUO, kde se dříve habilitoval.
Zemřel v květnu 2023.